# Keith Barber (cầu thủ bóng đá)
Keith Barber (sinh ngày 21 tháng 9 năm 1947) là một cựu cầu thủ bóng đá người Anh được biết đến nhiều nhất khi thi đấu cho Luton Town.

## Sự nghiệp
Sau một thời gian với Dunstable Town, Barber được Luton Town ký hợp đồng năm 1970. Đá bóng trong 7 năm, ông có 142 lần ra sân cho Luton trước khi chuyển đến Swansea City năm 1977. Sau một mùa giải với Swansea, trong khoảng thời gian thăng hạng Third Division, ông có 2 lần được cho mượn Cardiff City trước khi thi đấu nghiệp dư với Bridgend Town.